# Dzadzíki
A dzadzíki (görögül τζατζίκι, kiejtve [caciki] is, angolos átírással: tzatziki) egy ismert török és görög ételkülönlegesség. A görög szó a török cacıkból (ejtve [dzsadzsık]) származik.
A dzadzíki főbb összetevői a joghurt (amely Görögországban és Törökországban általában juh- vagy kecsketejből készül), az uborka (pépesítve és leszűrve vagy kimagozva és felaprítva) és ízesítőként a fokhagyma (Görögországban akár egy teljes fej fokhagymát is használnak egy tál dzadzíkihez). Általában olívaolajjal, különféle fűszerekkel (kaporral, mentával) és egy kanál borecettel ízesítik.
Gyakran előételként pitával vagy olívabogyóval fogyasztják. A dzadzíki a török kebab mellé felszolgált gyakori kísérő; a görög szuvláki, illetve gírosz egyik fő összetevője is.

## Lásd még
- Recept
- Borecetkészítés